# Neópolis
Neópolis é um município brasileiro do leste do estado de Sergipe. Banhado pelas águas do Rio São Francisco, é conhecido popularmente como a "Capital Sergipana do Frevo" ou "Terra do Frevo", pelo tradicional carnaval de rua que preserva. Teve origem em uma freguesia surgida no final do século XVII, sendo elevada à categoria de Vila no século seguinte e finalmente em Cidade no século XX.

## Etimologia
Neópolis é uma palavra formada pela junção de dois termos originários do grego néos (νέα) = novo e pólis (πόλις) = cidade que em tradução livre para a língua portuguesa significa Nova Cidade.

## História
Localizada a margem direita do Rio Opará, o rio-mar dos nativos, foi habitada predominantemente por Tupinambás antes da chegada das expedições europeias. O território foi invadido por exploradores holandeses disfarçados de religiosos catequizadores a mando do governador da Nova Holanda príncipe João Maurício de Nassau no século XVII, travando conflitos com o povo tupinambá e iniciando o que anos mais tarde resultaria na escravização e consequentemente na dizimação desses nativos. A invasão holandesa na região do Rio São Francisco gerou históricos conflitos com a coroa portuguesa, o domínio do território onde hoje é Neópolis objetivava alicerçar a tomada da Vila do Penedo do São Francisco, localizada à outra margem do Rio e importante estrategicamente para a ampliação de poder do Brasil Holandês sobre os portugueses. Por volta de 1637 os holandeses invadem a Vila do Penedo onde instauram o Forte Maurício do Penedo, sendo expulsos os holandeses e o forte sendo destruído pelo exército português 8 anos depois.
Ainda no século XVII após uma série de batalhas e com pleno poder sobre a extensão da margem do Rio São Francisco os portugueses estabelecem por volta de 1678 a aldeia de Santo Antônio de Villa-Nova do Rio São Francisco em uma colina da margem direita do Rio São Francisco, a 8 léguas do mar e defronte a Vila do Penedo. Em 18 de outubro de 1679 com a fundação da paróquia de Santo Antônio deu notoriedade a aldeia que foi elevada oficialmente a categoria de freguesia naquela mesma data, nessa época seu território média 50 léguas de extensão, contadas da barra do Rio São Francisco à margem do Rio do Sal. Foi a única vila sergipana pertencente a donatário, no caso a Antônio de Brito Castro que recebeu a doação das terras pelo Rei Dom João IV sob o compromisso de construir casa de câmara, cadeia, pelourinho, e trinta casas para moradores com os quais formaria a freguesia povoada e estruturada, ficando esclarecido a Brito Castro sob a cláusula de devolução das terras a coroa portuguesa se não houvesse o cumprimento das obras em um prazo de 6 anos. Com o falecimento em 1683 de Antônio Brito Castro, seu filho Sebastião Brito Castro requereu sua nomeação e a posse das terras, em 1689 Sebastião informou haver satisfeito todas as exigências contratuais da coroa portuguesa, adiantando que a vila se encontrava com 200 moradores. Então foi feita vistoria pela ouvidoria de Sergipe que constatou que o donatário não cumpriu exatamente as disposições exigidas nas cláusulas de doação, vez que os prédios eram frágeis e cobertos de palha, não eram de alvenaria ou madeira e não resistiriam a ação do tempo. Tendo em vista a informação do ouvidor, o território da freguesia voltou ao patrimônio da coroa com a denominação de Vila Real do São Francisco.
Em 1733 o termo de Villa Nova foi desmembrado do Santo Amaro das Brotas e elevado oficialmente a categoria de Vila e com a nova denominação Vila Nova D`el Rei. Em meados de 1817 perde quatro quintos do seu território para a criação da freguesia de Santo Antônio do Urubu de Baixo (atualmente a cidade de Propriá) ficando seu termo com dez léguas de norte a sul. Em 6 de março de 1835, graças a Lei provincial recebe a categoria de comarca com o nome de Vila Nova do São Francisco, compreendendo o seu termo ao de Propriá e de Porto da Folha.
Aos 23 de novembro de 1910 a Lei estadual n° 583 elevou a Vila a categoria de cidade com a denominação de Villa Nova sendo seu primeiro prefeito Antônio Ataíde, esta data do 23 de novembro marca o reconhecimento do território como cidade e um certo empoderamento político, entretanto a emancipação política já havia ocorrido no século XIX. Somente em 30 de abril de 1940 com o decreto de Lei 272 da Interventoria Federal no Estado de Sergipe, é que a cidade recebe a designação atual, Neópolis, palavra que batiza por definitivo a cidade.
No dia 18 de outubro de 1979 Neópolis comemorou trezentos anos da Paróquia Santo Antônio e consequentemente do título de freguesia,tendo em vista a igualdade da data religiosa com a de formação da autonomia administrativa que séculos mais tarde resultou na cidade, as autoridades municipais decidiram por decreto de lei que a partir daquele ano a celebração do aniversário da cidade seria em um feriado municipal na data 18 de outubro. O feriado se tornou tradicional para os neopolitanos que se habituaram a celebrar o aniversário de Neópolis com festas que vão de cavalgada, quermesse e serestas a programações religiosas.

## Geografia
Localiza-se a uma latitude 10º19'12" sul e a uma longitude 36º34'46" oeste, estando a uma altitude de 30 metros. Sua população estimada em 2004 era de 20 141 habitantes. A densidade demográfica é de 75,5 hab/km²
Possui uma área de 249,9 km².
O tipo de vegetação do município é o cerrado, porém a degradação ambiental é muito grande na região, pois atualmente, as manchas de cerrado estão sendo substituídas por plantações de cana-de-açúcar e pastagem.
No período de 1991 a 2000 o Índice de Desenvolvimento Urbano de Neópolis cresceu e passou de 0,547 em 1991 para 0,621 em 2000. A dimensão que mais contribuiu foi a educação com 45,1%. Em relação aos outros municípios do estado, Neópolis se encontra numa posição intermediária com a 35ª colocação, sendo que, 34 municípios estão em situação melhor e 40 município sergipanos estão em situação igual ou pior.

## Povoados
Nas tabelas a seguir estão os nomes das localidades que compõem ou compuzeram a zona rural do município de Neópolis. São denominações de origem popular.
| Povoados na atualidade |
| ---------------------- |
| Água Vermelha          |
| Alto da Roinha         |
| Alto de Santo Antônio  |
| Betume                 |
| Brasília               |
| Cacimbas               |
| Fazendinha             |
| Flor do Brejo          |
| Mata das Varas         |
| Mundé da Onça          |
| Mussuípe               |
| Novo Horizonte         |
| Passagem               |
| Pelicão                |
| Pindoba                |
| Porteiras              |
| Sítio São José         |
| Sordeiro               |
| Tapera                 |
| Tenórios               |
| Tiririca               |

| Povoados desmembrados           | Ano do desmembramento | Observações                                 |
| ------------------------------- | --------------------- | ------------------------------------------- |
| Santo Antônio do Urubu de Baixo | 1718                  | Atual município de Propriá                  |
| Espiga da gata                  | anos 1980             | movimento migratório e despovoamento        |
| Carrapicho                      | 1993                  | Atual município de Santana do São Francisco |
| Saúde                           | 1993                  | Atual povoado de Santana do São Francisco   |

## Turismo

### Carnaval de rua
Neópolis possui um dos mais tradicionais carnavais do Estado e do Nordeste. Considerado o 2º. melhor carnaval de rua com o ritmo frevo do mundo, ficando atrás somente do carnaval de Olinda em Pernambuco. É conhecida como a capital sergipana do frevo ou Terra do frevo pela influência da festa popular.
A festa começou pequena quando operários saiam das fabricas e iniciavam os festejos vestindo roupas velhas ou fantasias improvisadas e na brincadeira do mela-mela, onde se banhavam de talco perfumado ou alfazema, dançavam embalados por marchinhas de carnaval e a orquestra de frevo, o bloco chamado de "Zé Pereira" percorria as ruas e ladeiras da cidade e sempre acabava com um banho nas águas do "Velho Chico".
A comemoração foi crescendo entre os habitantes do próprio município e regiões vizinhas, como a cidade alagoana de Penedo e na atualidade a festa ganhou proporções bem maiores e agrega gente de vários Estados brasileiros, em sua maioria turistas de Alagoas e Bahia.
Alguns costumes mudaram, na brincadeira do mela-mela o talco perfumado deu lugar a farinha de trigo, suco em pó diluído e tinta preta com melaço de cana-de-açucar, as orquestras de frevo também tocam músicas do Olodum, mas a diversão continua a mesma e os foliões e as folionas aproveitam os cinco dias de carnaval no famoso bloco "Zé Pereira" com banho em carros-pipa que ficam posicionados durante o percurso do bloco.
A noite a festa continua na Praça de eventos Hildebrando Torres de Souza onde diversas atrações de variados ritmos musicais ocupam o palco para animar o público. Já passaram pela festa noturna do carnaval de Neópolis músicos de ritmos variados e renome nacional como Alceu Valença, Moraes Moreira, Orquestra Popular da Bomba do Hemetério, Edson Gomes, Ninha e Edcity.

### Povoado Passagem
A Vila Operária da Passagem fica situada próxima a sede do município, a poucos 119km da capital Aracaju, às margens do rio São Francisco. Trata-se de um complexo residencial para os operários da fábrica de tecidos Peixoto Gonçalves & CIA LTDA, fundada em 1907, e que até hoje mantém tradições e regras próprias. Vale a pena fazer uma visita em busca dessas tradições, conversar com seus moradores e fotografar as casas pintadas tradicionalmente em branco e azul.
O povoado possui cinema, igreja, salão social, clube de festas, campo de futebol, creche, posto de saúde e outros serviços todos ofertados em prédios centenários que foram pensados para ser ali um povoamento com serviços próprios e independente, tudo fruto do empreendedorismo e visão de futuro dos empresários da família Peixoto.
Seus mais de 900 moradores residentes em casinhas enfileiras pitadas de branco e com detalhares em azul, que remontam às cores da fábrica, são funcionários, filhos, netos ou pais de operários da fábrica de tecidos Peixoto Gonçalves & CIA. Desde sua fundação em 1907 a fábrica está em funcionamento e até hoje a vila preserva as características originais e centenárias.
A localidade não tem tradição nem infraestrutura a contento, turisticamente falando, mas as histórias e a arquitetura urbanística fazem com que a Vila Operária seja um forte apelo para visitá-la.

## Prefeitos
| N°  | Prefeito (a)                      | Imagem | Início do mandato                         | Fim do mandato        | Observações                                                                          |
| --- | --------------------------------- | ------ | ----------------------------------------- | --------------------- | ------------------------------------------------------------------------------------ |
| 1   | Antônio Ataíde                    |        | 1910                                      | 1911                  | 1º Interventor da Cidade                                                             |
| 2   | Antônio Vieira Bastos             |        | 1911                                      | 1912                  |                                                                                      |
| 3   | João Tojal                        |        | 1912                                      | 1913                  |                                                                                      |
| 4   | Leôncio Guedes Barreto            |        | 1913                                      | -                     |                                                                                      |
| 5   | João Ferreira Cruz                |        | 1916                                      | 1919                  |                                                                                      |
| 6   | Agesislau Baptista Martins Soares |        | 1919                                      | 1922                  |                                                                                      |
| 7   | Pe. Arthur Alfredo Passos         |        | 1922                                      | 1925                  |                                                                                      |
| 8   | Miguel Monteiro Barbosa           |        | 1925                                      | 1928                  |                                                                                      |
| 9   | Manoel Leite Serra                |        | 1928                                      | 1930                  |                                                                                      |
| 10  | Manoel Eleutério de Santana       |        | 1930                                      | 1935                  |                                                                                      |
| 11  | Mario Melins                      |        | 1935                                      | 1938                  |                                                                                      |
| 12  | Cleóbulo Calumby Barreto          |        | 1938                                      | 1940                  |                                                                                      |
| 13  | Pe. Arthur Alfredo Passos         |        | 1940                                      | 1941                  |                                                                                      |
| 14  | José Sales de Campos              |        | 1941                                      | 1942                  |                                                                                      |
| 15  | Dr.Mário Gonçalves                |        | 1942                                      | 1945                  |                                                                                      |
| 16  | Braulio de Aguiar Cardoso         |        | 1945                                      | -                     | Mandato interino                                                                     |
| 17  | João da Silva Pequeno             |        | 1945                                      | 1947                  |                                                                                      |
| 18  | Hebe Carvalho de Vasconcelos      |        | 1947                                      | -                     | Primeira e até o momento a única mulher a assumir o cargo de prefeita no município   |
| 19  | Carity Feitosa                    |        | 1947                                      | 1951                  | Eleito                                                                               |
| 20  | Hildebrando Torres de Souza       |        | 1951                                      | 1955                  | Eleito                                                                               |
| 21  | José Machado Barreto              |        | 1955                                      | 1959                  | Eleito                                                                               |
| 22  | José Barbosa de Lemos             |        | 1959                                      | 1963                  | Eleito                                                                               |
| 23  | Carlos Torres de Souza            |        | 1963                                      | 1966                  | Eleito                                                                               |
| 24  | Amintas Diniz de Aguiar Dantas    |        | 1966                                      | 1966                  | Mandato interino                                                                     |
| 25  | Sebastião Campos de Jesus Lima    |        | 1967                                      | 1971                  | Eleito                                                                               |
| 26  | Amintas Diniz Tojal Dantas        |        | 1971                                      | 1973                  | Eleito                                                                               |
| 27  | José Barbosa de Lemos             |        | 1973                                      | 1976                  | Eleito                                                                               |
| 28  | Carlos Torres de Souza            |        | 1976                                      | 1982                  | Eleito                                                                               |
| 29  | Sebastião Campos de Jesus Lima    |        | 1983                                      | 1986                  | Eleito                                                                               |
| 30  | Eronildes Gomes do Sacramento     |        | 1986                                      | 1989                  | Assumiu o comando da cidade após a morte de Sebastião Campos de Lima                 |
| 31  | José Teixeira Alves Filho         |        | 1º de Janeiro de 1989                     | 1º de Janeiro de 1993 | Eleito em sufrágio universal.                                                        |
| 32  | Luiz Melo de França               |        | 1º de Janeiro de 1993                     | 1º de Janeiro de 1997 | Eleito em sufrágio universal.                                                        |
| 33  | Amintas Diniz Tojal Dantas        |        | 1º de Janeiro de 1997                     | 1º de Janeiro de 2001 | Eleito em sufrágio universal.                                                        |
| ' ' | Amintas Diniz Tojal Dantas        |        | 1º de Janeiro de 2001                     | 1º de Janeiro de 2005 | Reeleito em sufrágio universal.                                                      |
| 34  | José Teixeira Alves Filho         |        | 1º de Janeiro de 2005                     | 2008                  | Eleito em sufrágio universal, renunciou ao cargo.                                    |
| 35  | Carlos Roberto Guedes de Souza    |        | 2008                                      | 1º de Janeiro de 2009 | Vice-prefeito eleito, assumiu o cargo de prefeito após renúncia do titular.          |
| ' ' | Carlos Roberto Guedes de Souza    |        | 1º de Janeiro de 2009                     | 20 de maio de 2009    | Reeleito em sufrágio universal. Mandato cassado pelo TRE-SE.                         |
| 36  | Felipe Feitosa Barreto (Interino) |        | 20 de maio de 2009                        | 9 de novembro de 2009 | Presidente da câmara de vereadores no cargo de prefeito após afastamento do titular. |
| 37  | Marcelo Guedes Souza              |        | 9 de novembro de 2009                     | 1º de Janeiro de 2013 | Eleito em sufrágio universal. Eleições diretas suplementares.                        |
| 38  | Amintas Diniz Tojal Dantas        |        | 1º de Janeiro de 2013                     | 1º de Janeiro de 2017 | Eleito em sufrágio universal.                                                        |
| 39  | Luiz Melo de França               |        | 1º de Janeiro de 2017                     | 5 de setembro de 2018 | Eleito em sufrágio universal. Mandato cassado pelo TRE-SE.                           |
| 40  | Célio Lemos Bezerra (Interino)    |        | 5 de setembro de 2018                     | 1º de Janeiro de 2021 | Presidente da câmara de vereadores no cargo de prefeito após afastamento do titular. |
| ' ' | Célio Lemos Bezerra               |        | 1º de Janeiro de 2021                     | atualidade            | Eleito em sufrágio universal.                                                        |
| 41  | Allysson Tojal Serra Dantas       |        | Posse prevista para 1º de Janeiro de 2025 |                       | Eleito em sufrágio universal.                                                        |